# Osterbek
L'Osterbek (alemany) o Osterbeek (en baix alemany) és un riu d'Alemanya, afluent de l'Alster. De Dulsberg fins a la seva desembocadura al Langer Zug a l'Alster va canalitzar-se i es diu aleshores Osterbekkanal. El nom es compon d'Ost (est) i de bek, el mot baix alemany per a rierol. Anteriorment, el rierol es deia Bernebeke, baix alemany per a rierol estret, el que explica el nom dels pobles que travessa: Barmbek, Barmbek-Süd i Barmbek-Nord
El riu neix a Farmsen-Berne i desemboca després d'uns 8,5 quilòmetres al'Alster al parc Langer Zug a Hamburg-Uhlenhorst. En perdre el seu paper de via de transport, el consell del bezirk Nord va iniciar un projecte de renaturalització de la part canalitzada del riu.
Els seus afluents són el Seebek i el Barmbeker Stichkanal.

## Referències

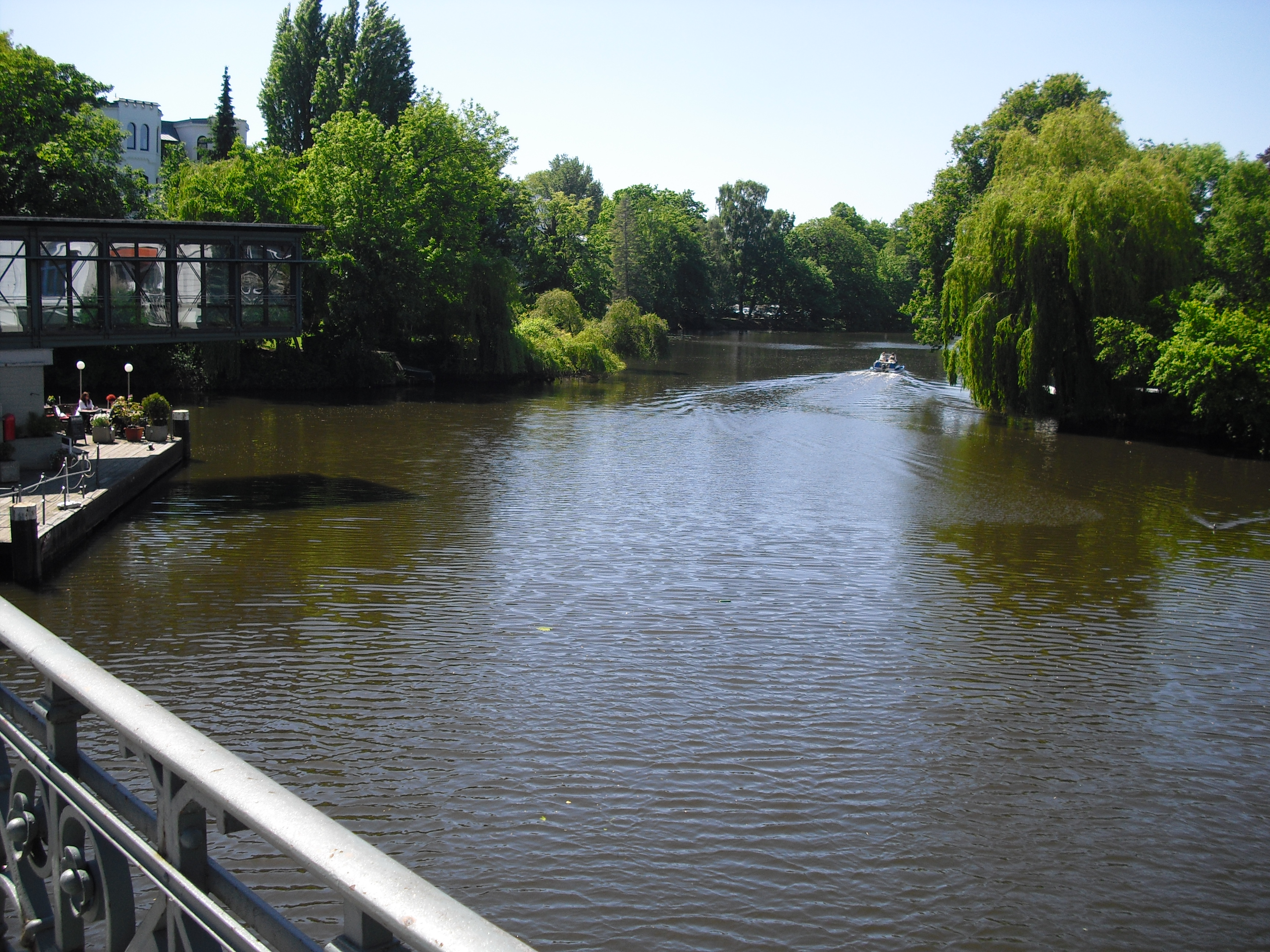
Osterbekkanal a prop del Langer Zug
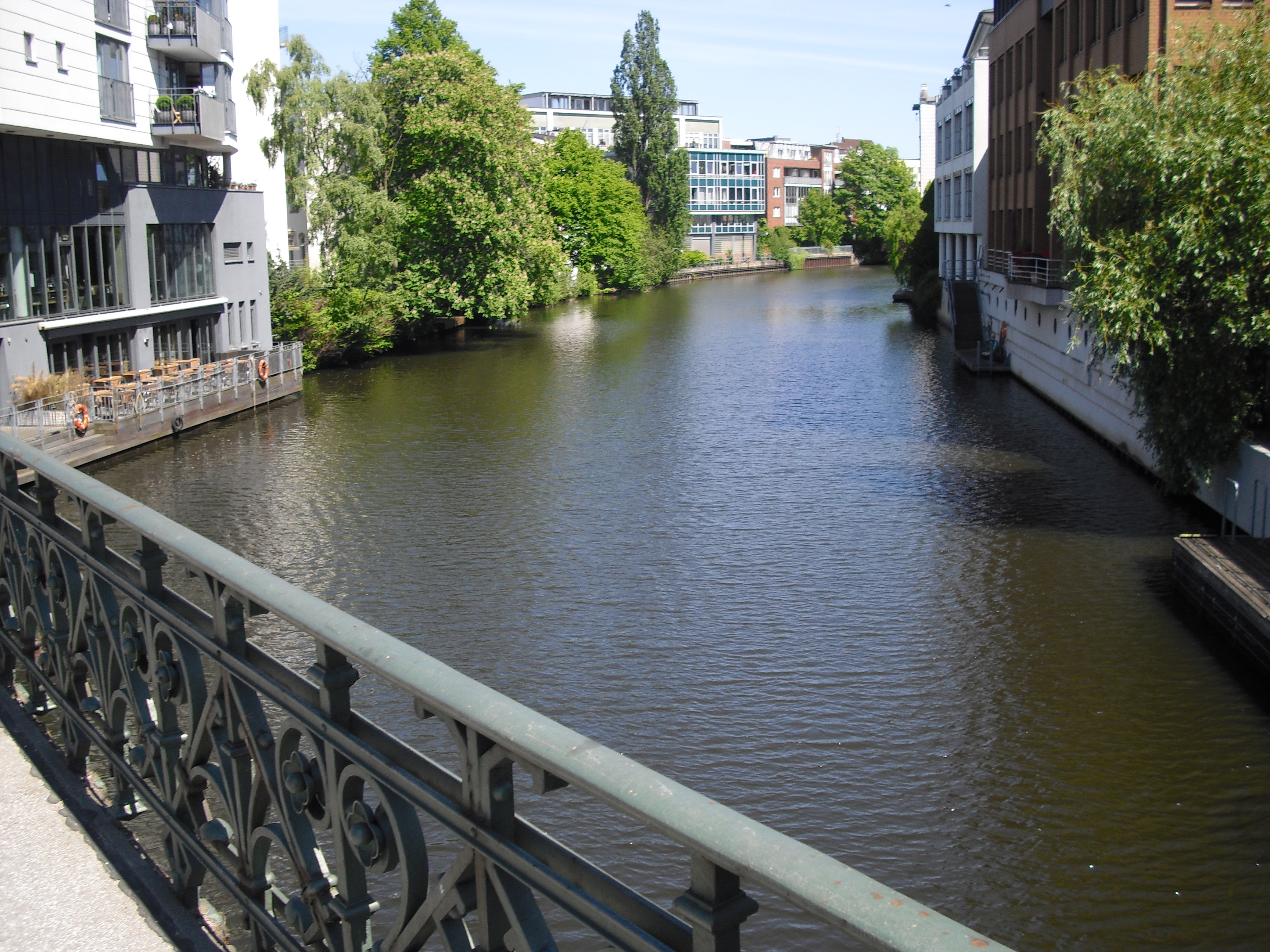
El pont Mühlenkampbrücke
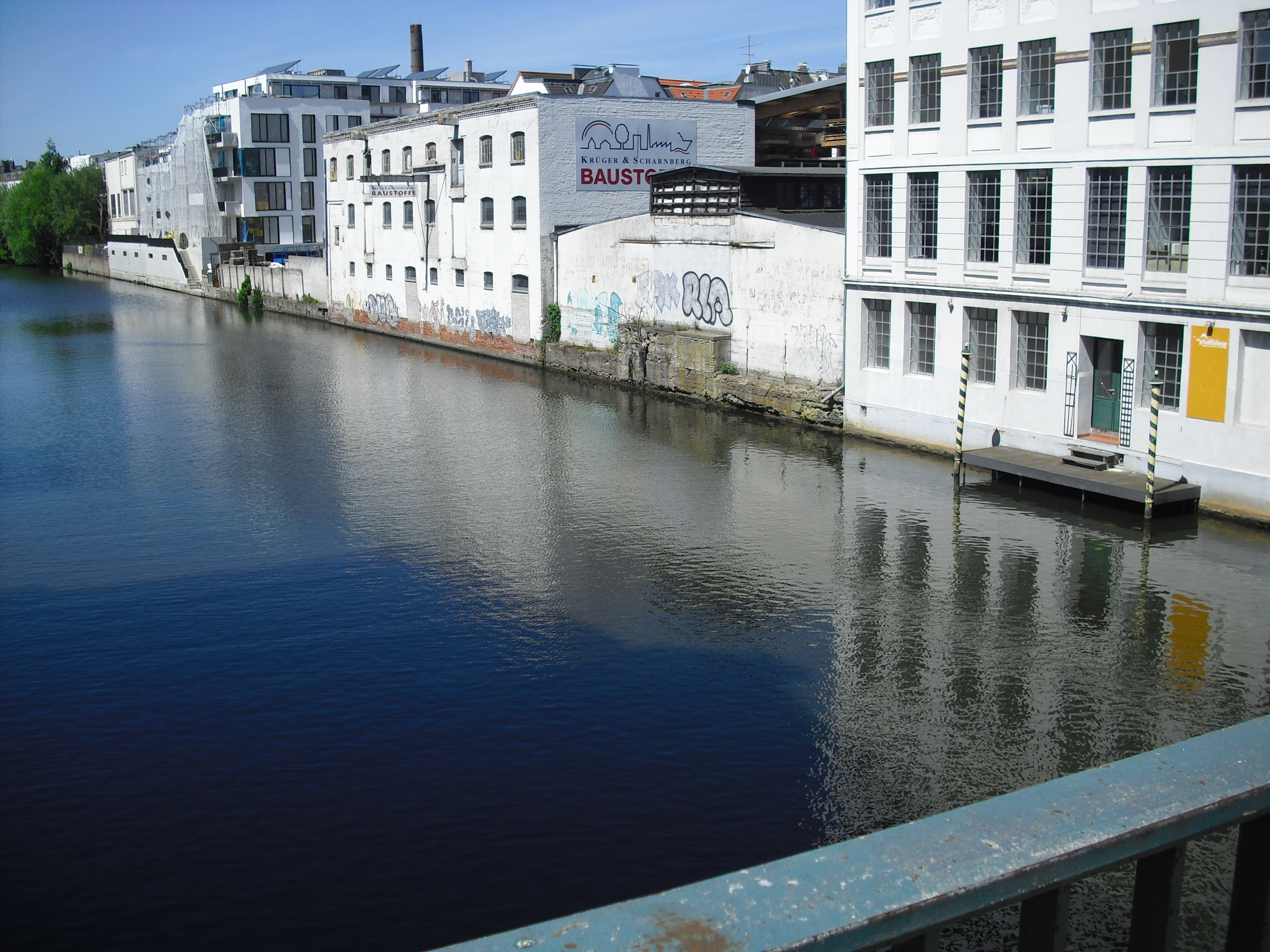
El pont Bachstraßembrücke
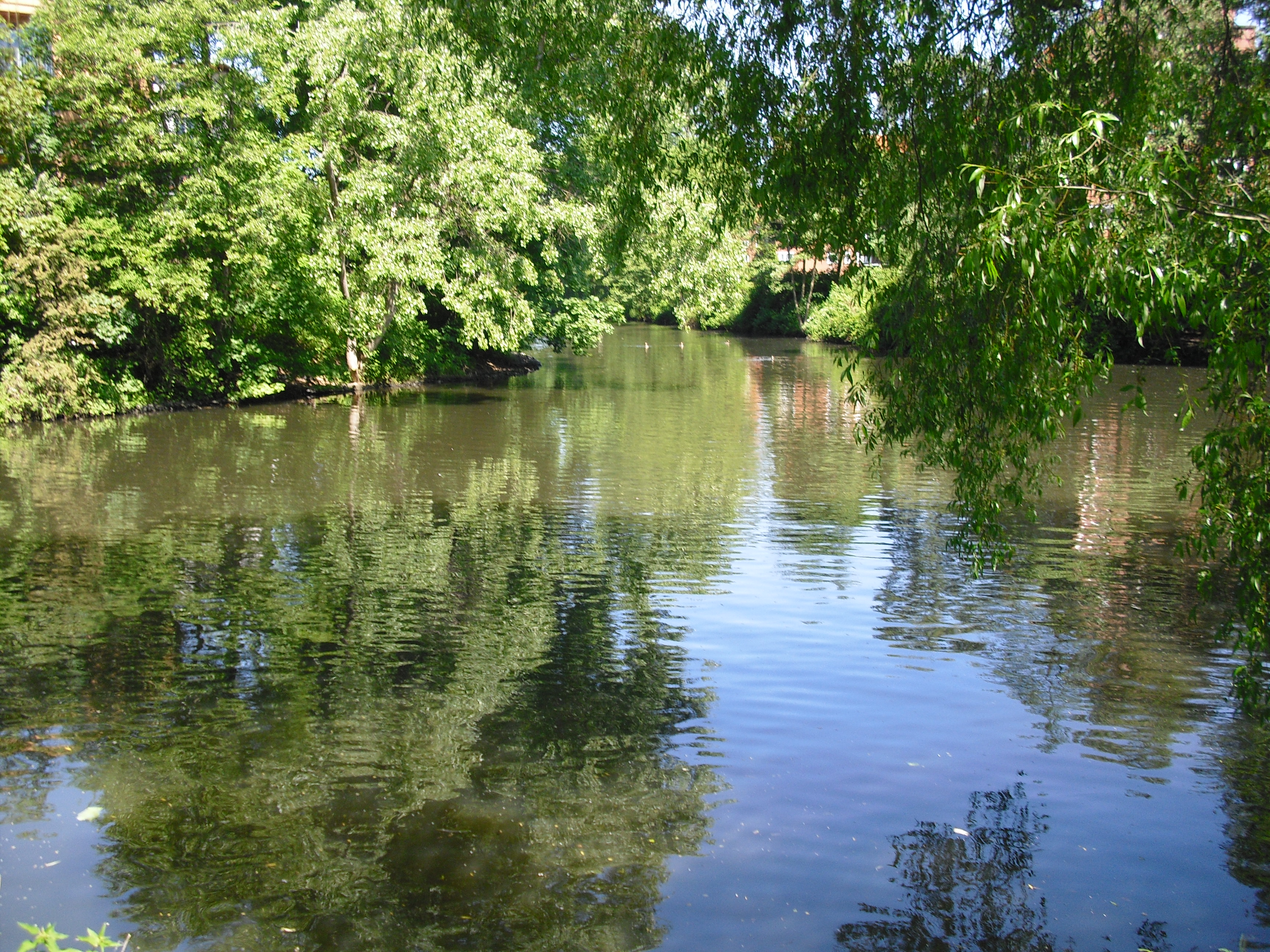
Desembocadura del Barmbeker Stichkanal
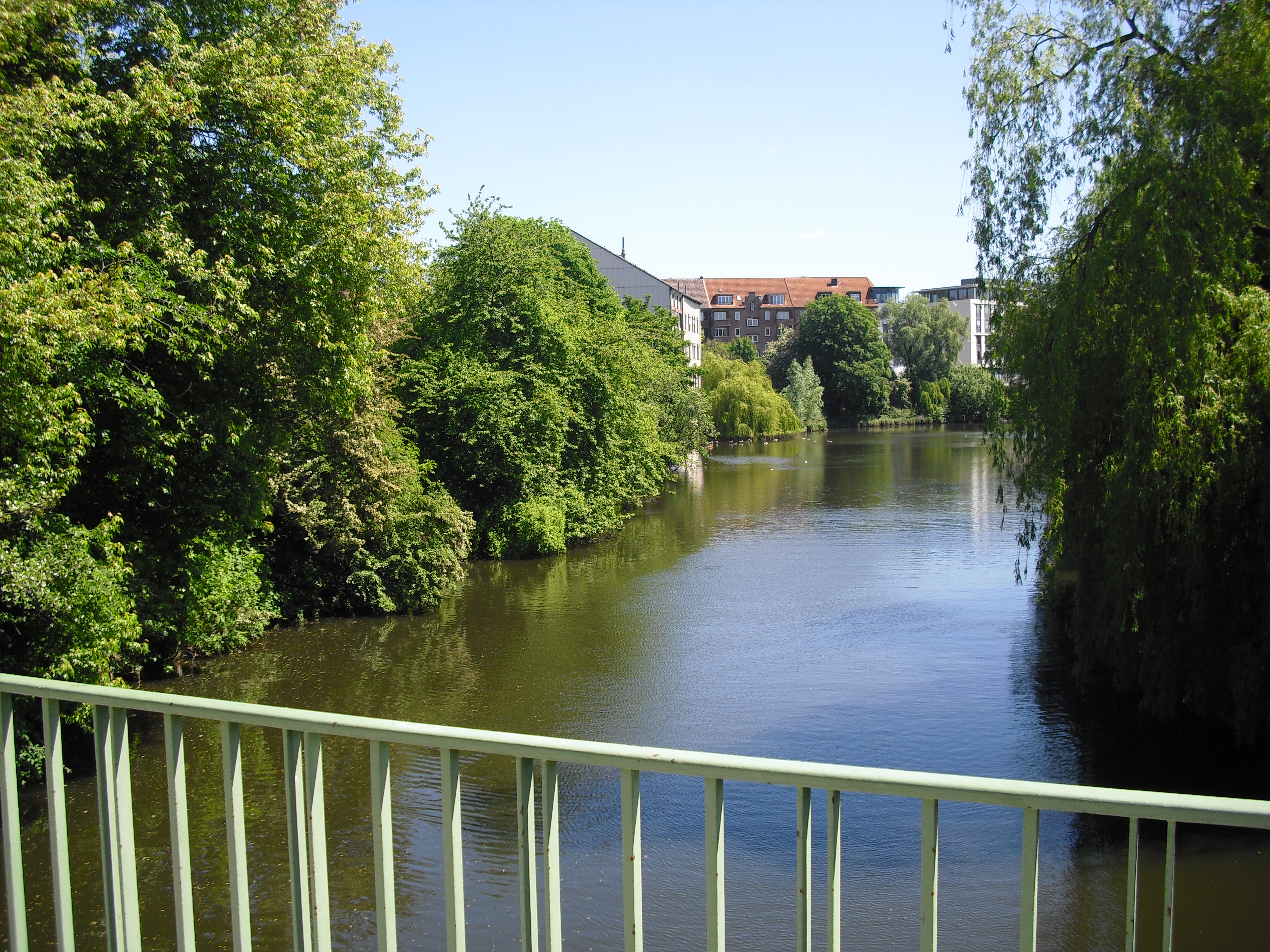
Pont Witthofbrücke
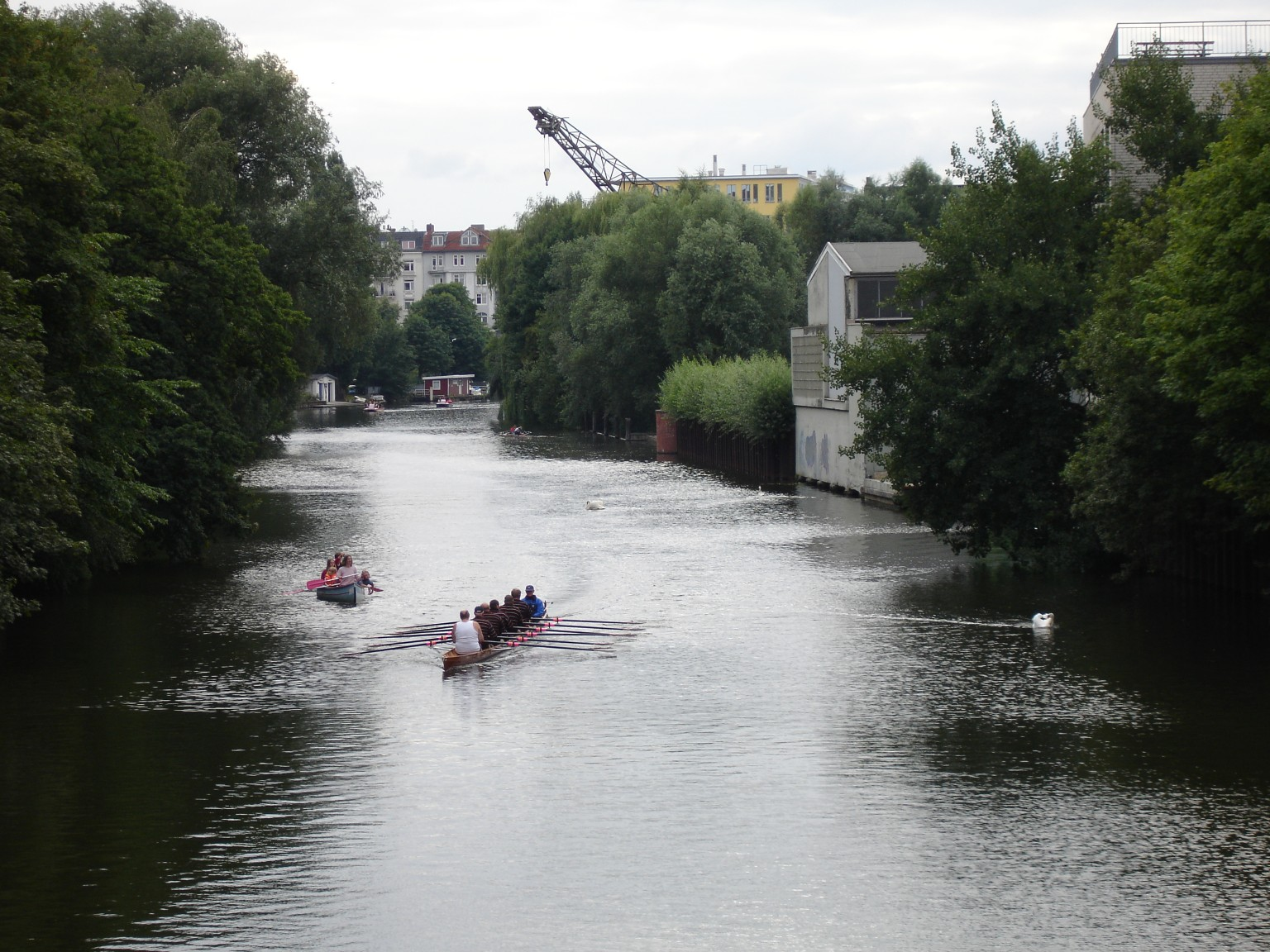
El canal de l'Osterbek a Barmbek
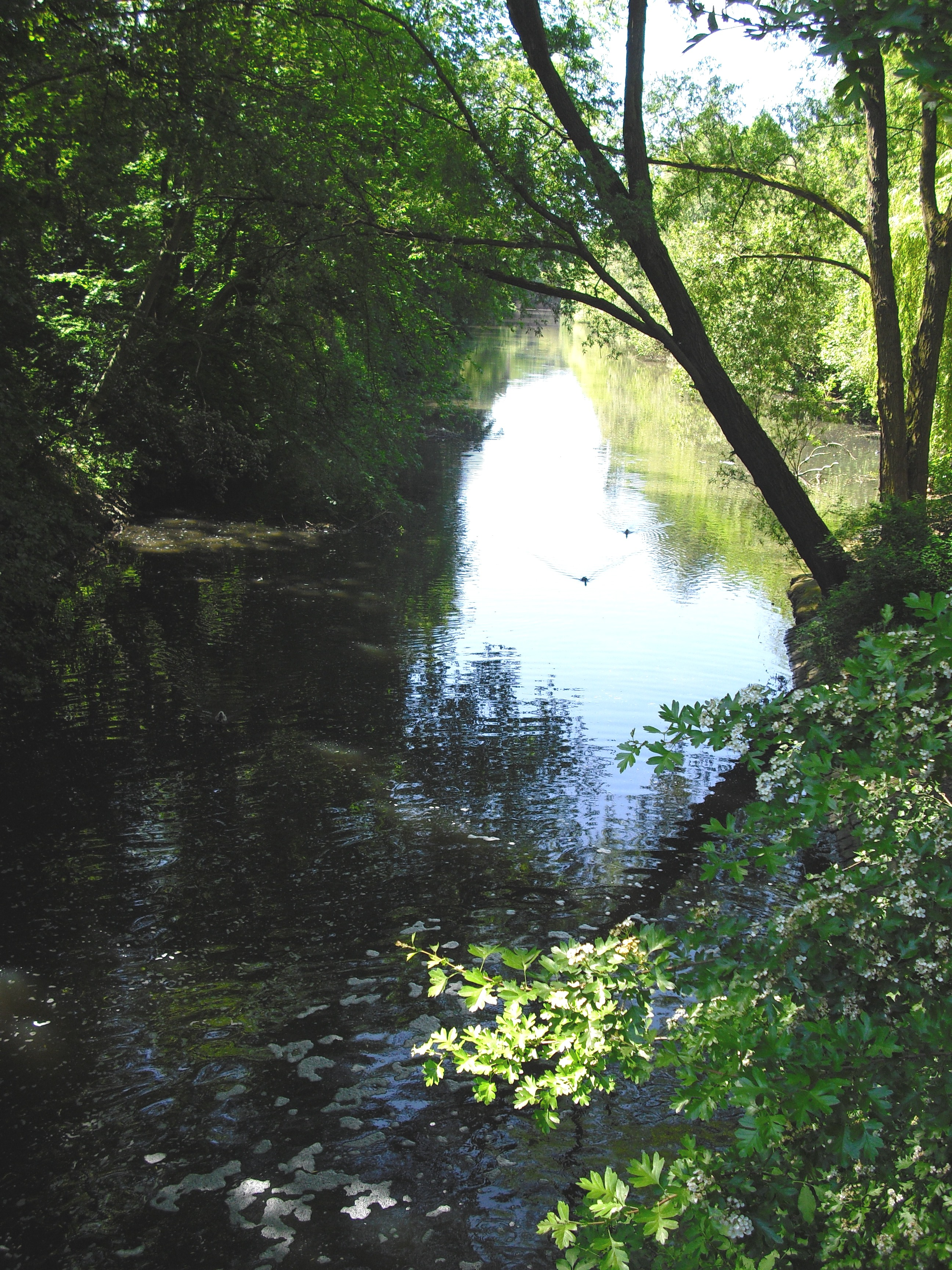
Transició de l'Osterbek a l'Osterbek canalitzat
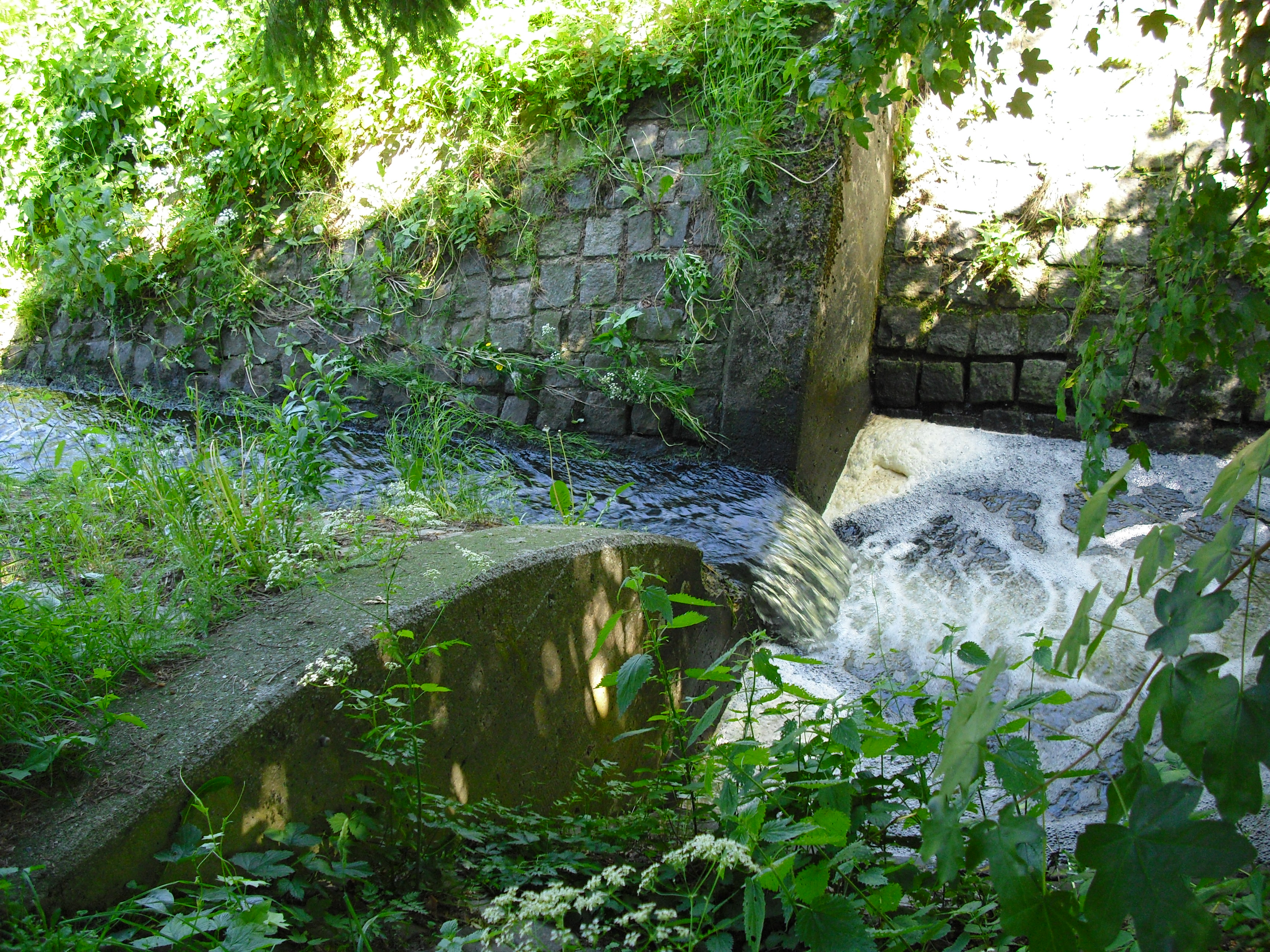
L'Osterbek superior
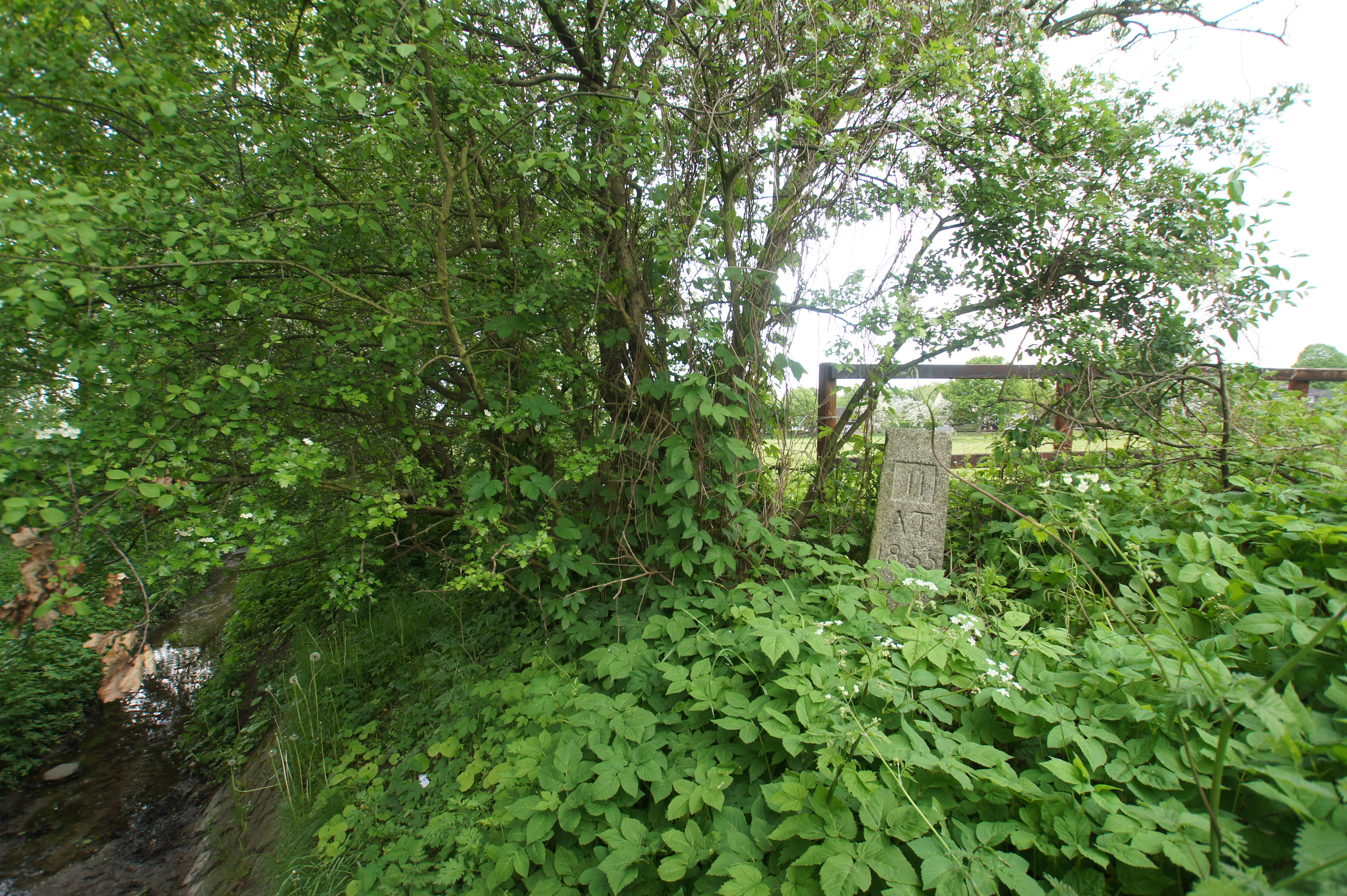
L'Osterbek a Farmsen amb la fita de l'antiga frontera entre Hamburg i l'Amt Trittau a Holstein de l'any 1855
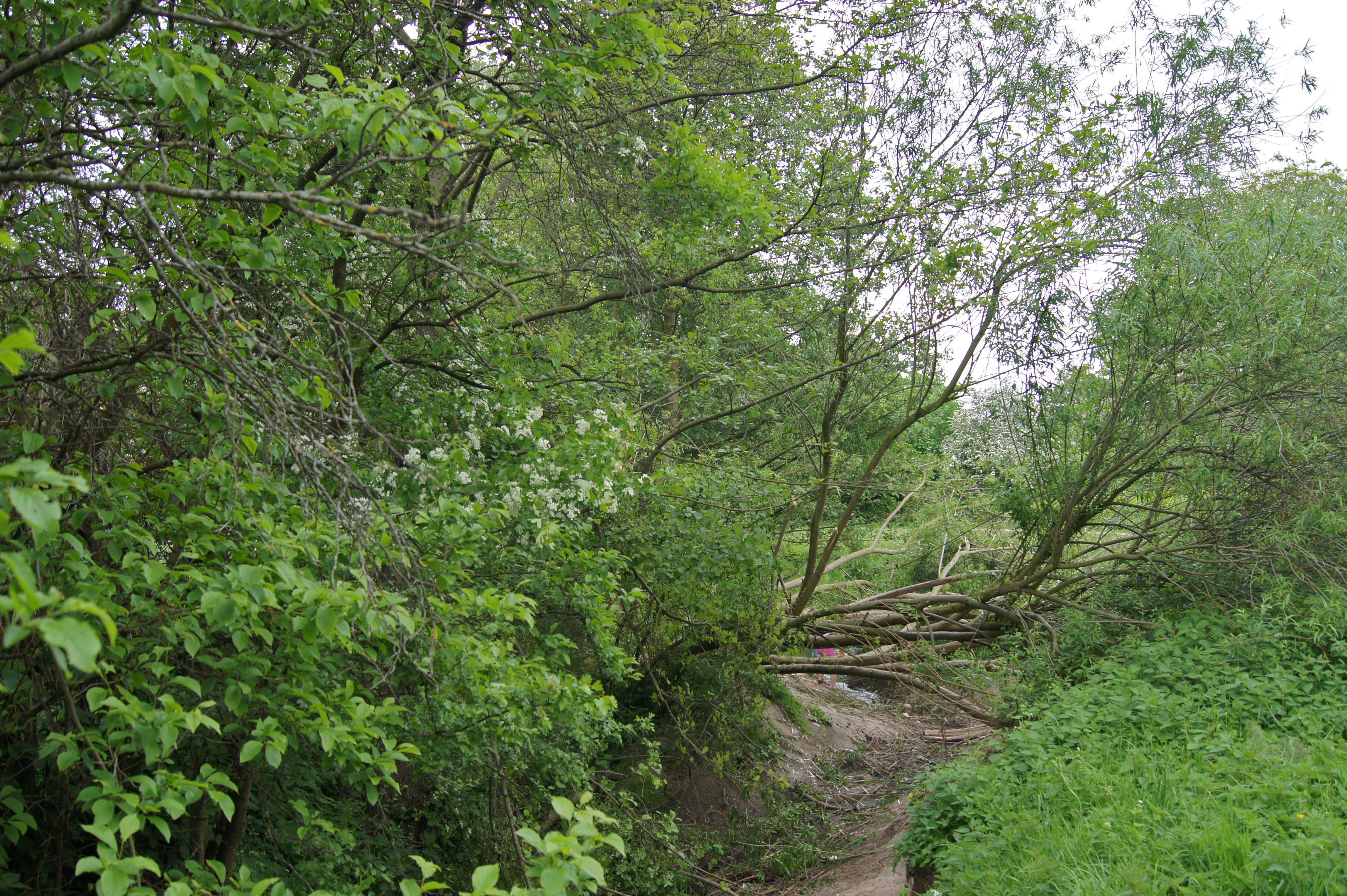
L'Osterbek al carrer Tegelweg a Farmsen, en direcció nord
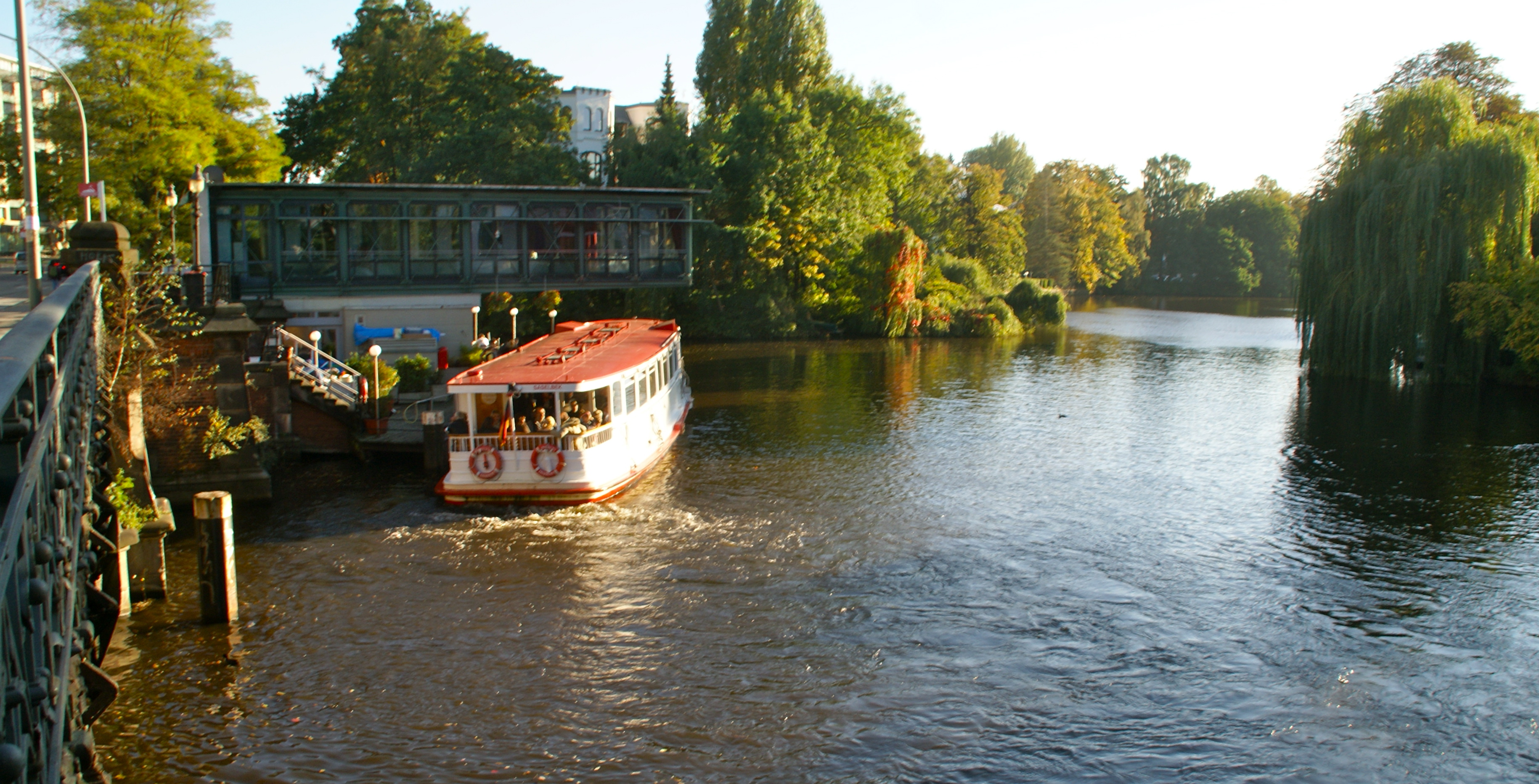
Aiguabarreig de l'Osterbekkanal, del Hofwegkanal i del Langer Zug